# Шафик, Мохаммад
Мохаммад Шафик (англ. Mohammad Shafiq) — государственный и военный деятель Пакистана. С 1999 по 2000 год занимал должность губернатора провинции Хайбер-Пахтунхва.

## Биография
В 1956 году поступил на военную службу в Пенджабский полк вооружённых сил Пакистана. Мохаммад Шафик сумел построить военную карьеру, дослужился до звания генерал-лейтенанта и возглавил Пограничный корпус Пакистана. 12 октября 1999 года в Пакистане произошёл военный переворот под руководством Первеза Мушаррафа и губернатор Хайбер-Пахтунхвы Миангул Аурангзеб был снят с должности. В стране было приостановлено действие конституции, генерал Первез Мушарраф назначал на ключевые посты лояльных ему военных. 21 октября 1999 года генерал-лейтенант Мохаммад Шафик стал новым губернатором провинции Хайбер-Пахтунхва. 14 августа 2000 года был снят с должности, следующим губернатором был назначен Ифтихар Хуссейн Шах.